# Восточный 2-й (Ишимбай)
2-й Восточный (в народе — Волчий) — микрорайон города Ишимбая,

## География
Расположен на правом берегу реки Белой, к югу от микрорайона Восточного, отделённого автомобильной дорогой. Граничит с Перегонным, садовым товариществом «Вышка-бабушка», расположенным на месте работ по разбуриванию ишимбайской нефти в 1932 году.

## История
В 2011 году решением Ишимбайского горсовета на территории микрорайона определены границы для осуществления территориального общественного самоуправления.

## Улицы
- 2-я Восточная улица

## Транспорт
- Городской автобусный маршрут № 5. Остановка «Микрорайон 2-й Восточный».